# Menschliche Welle

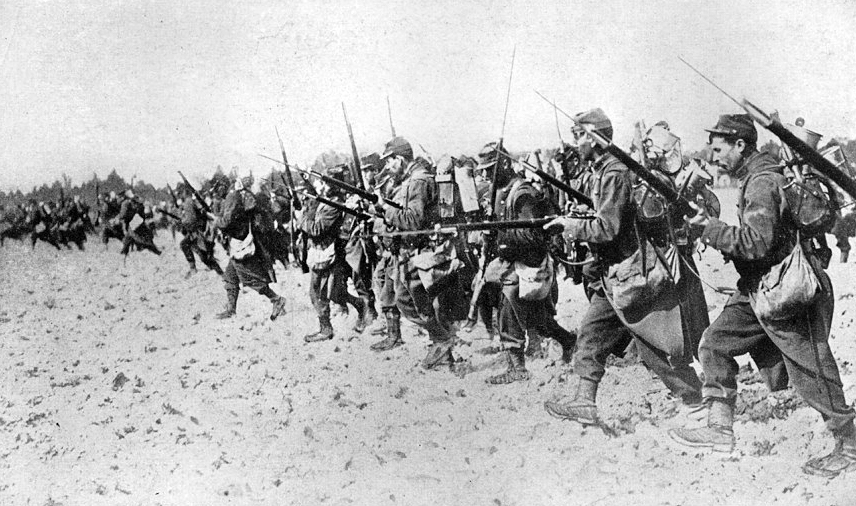
Französische Infanteriewelle (Manöver, 1913)

Als Menschliche Welle oder Infanteriewelle wird eine Taktik bei der Infanterie bezeichnet, bei der mit vielen Soldaten gleichzeitig angegriffen wird. Da sie dabei nicht geschützt oder verdeckt sind, wird der Tod vieler in Kauf genommen. Die Welle wird vor allem dann befohlen, wenn der Ausbildungsstand der eigenen Kräfte niedrig ist und man so eine relativ effektive Taktik zur Hand hat.
Zur Abwehr Menschlicher Wellen wurden Antipersonenminen entwickelt, die nur in eine Richtung wirken, wie die Claymore-Minen T48 und T48E1 beim US-Militär und die Phoenix-Mine in Kanada.